# Heraklo
Heraklo (grč. Ἡpακλῆς, Hêraklễs) u grčkoj mitologiji bio je polubog, sin vrhovnog boga Zeusa i smrtnice Alkmene. U rimskoj mitologiji zvao se Herkul.

## Etimologija
Heraklovo ime nastalo je od dviju grčkih riječi Ἥpα + κλέος = "Herina slava", a to je ime dobio da bi se umanjio Herin bijes.

## Mitologija

### Rođenje i djetinjstvo
Hera je bila Heraklova pomajka i njegov neprijatelj. Zeus je oplodio Alkmenu, smrtnicu u obličju njezina muža Amfitriona. Iste se noći vratio i njezin muž te su također spavali zajedno. Stoga je Alkmena zanijela dva dječaka. Hera je natjerala Zeusa da se zakune da će dječak koji se rodi te noći članu Perzejeve kuće biti veliki kralj. Kad je Alkmena bila trudna s Heraklom, Hera je pokušala spriječiti porođaj zavezavši Alkmenine noge u čvor da bi usporila porod. A potom je ubrzala Euristejevo rođenje. Heru je prevarila Galantida, Alkmenina sluškinja, rekavši da je Alkmena već rodila dijete. Hera je Galantidu pretvorila u lasicu. Alkmena je potom rodila poluboga Herakla i smrtnika Ifikla. Herakla je nazvala Alkid, a poslije je nazvan Heraklo, u prijevodu "Herina slava", da bi se ublažio Herin gnjev.
Dok je Heraklo bio dijete, Hera je poslala dvije zmije da ga ubiju dok je ležao u kolijevci. Heraklo je zadavio svaku zmiju jednom rukom, a potom ga je njegova dadilja pronašla da se igra njima kao da su igračke.
Jedna priča govori da je Zeus prevario Heru da doji Herakla. Kad je ona otkrila tko je dijete, bacila ga je sa svojih grudi, a mlijeko se prolilo nebom i stvorilo Mliječnu stazu.

### Mladost
Nakon što je ubio svog učitelja glazbe lirom, poslan je da čuva stoku na planinu sa svojim očuhom Amfitrionom. Ondje su ga posjetile dvije nimfe - Užitak i Vrlina - ponudivši mu ugodan ali lagodan život ili težak ali slavan život. Heraklo je izabrao potonje. Jedan od njegovih izazova postavio mu je kralj Tespije koji je htio da ubije kiteronskog lava. Kao nagradu, kralj mu je ponudio priliku da oplodi njegovih 50 kćeri. Navodno je to Heraklo učinio u jednoj noći.
Poslije je u Tebi oženio njegovu kćer Megaru. No, Hera je dovela Herakla do napada ludila te je on ubio svoju djecu. Nakon što je shvatio što je učinio, pobjegao je delfijskoj proročici. Hera je kontrolirala proročicu koja mu je naredila da služi kralju Euristeju dvanaest godina i čini bilo koji zadatak koji mu on zada. Heraklo je kao uvjet za dolazak na Olimp (i besmrtnost) trebao izvršiti dvanaest zadataka, koje mu je postavljao kralj Euristej.

### Dvanaest zadataka
Apolodor donosi zadatke ovim redom:

#### 1.Nemejski lav
Zadatak je bio ubiti nemejskog lava, i kao dokaz donijeti njegovu kožu kralju Euristeju. Koža toga lava bila je tako debela da je nijedno oružje nije moglo probiti, a mogla ga je ubiti samo ljudska ruka. Heraklo je pokušao lukom i strijelom te toljagom i brončanim mačem, ali nije uspio. Heraklo je potom odbacio sve svoje oružje i hrvao se s lavom na tlu. Na posljetku ga je zadavio i ugušio ga.
Nakon njegove smrti, Heraklo mu je satima pokušavao oderati kožu. Bio je bijesan jer je mislio da neće uspjeti ispuniti svoj zadatak. No, Atena je došla prerušena u staricu i pomogla mu da shvati da najbolje oruđe kojim bi mogao razderati lavlju kožu jesu lavlje pandže.
Ispunio je zadatak i nosio je neprobojnu kožu kao svoj oklop. Kralj Euristej, vidjevši ga tako prekrivenog, od straha se sakrio u veliku brončanu posudu. Poslije toga sve je nove zadatke Heraklu zadavao glasnik.

#### 2.Lernejska Hidra
Heraklo je stigao do močvare lernejskog jezera gdje je živjela lernejska Hidra. Heraklo je prekrio usta i nos tkaninom da bi se zaštitio od otrovnih para i ispalio plamene strelice u njezin brlog da bi je namamio van. Zatim se suočio s njom. Svaki put kad bi odsjekao neku njezinu glavu, ona bi opet narasla. Apolodor govori da je Heraklo shvatio kako je ovako neće moći svladati te je pozvao svog nećaka Jolaja da mu pomogne. On se dosjetio (možda pod utjecajem Atene) da spale rane nakon što odsjeku glavu. To su i učinili te su na posljetku ubili Hidru. Jednu njezinu besmrtnu glavu postavio je ispod velika kamena na svetom putu između jezera i Eleja, a potom je umočio strelice u Hidrinu otrovnu krv i tako završio zadatak.
Druga inačica priče govori da je, nakon što bi osjekao svaku glavu, umočio mač u Hidrinu krv i rabio njezin otrov da glave ne bi ponovno narasle.
Hera je poslije rekla da je zadatak nevažeći jer mu je nećak pomogao.

#### 3.Kerinejska košuta
Euristej je bio ljut zato što je Heraklo izbjegao smrti u prethodna dva zadatka te je potrošio više vremena razmišljajući o sljedećem zadatku. Treći zadatak bio je uhvatiti kerinejsku košutu koja je bila posvećena Artemidi. Euristej se nadao da će se božica ljutiti na nj.
Kerinejska košuta imala je brončana kopita i zlatne rogove, brža od strijele. Heraklo ju ju smio samo pokazati Euristeju neozlijeđenu pa ju je lovio godinu dana kroz Grčku, Trakiju i Istru. Nakon što ju je izmorio, odlučio je odapeti jednu strijelu i pogodio je u nogu, ali između mišića i kosti, bez kapi prolivene krvi. Tako ju je zavezao i krenuo Euristeju. Susreo je Artemidu i njezina brata Apolona te joj je objasnio da mu je to zadatak i molio je za oprost rekavši da će košutu brzo vratiti. Artemida mu je dopustila, a Heraklo je košutu odnio Euristeju.
Euristej je rekao da će košuta postati dijelom kraljeva zvjerinjaka. Heraklo je znao da mora vratiti košutu te je rekao da će mu je predati ako je sam Euristej uzme. Kralj je krenuo po nju, a Heraklo ju je pustio, a ona je, brža od strijele, pobjegla svojoj gospodarici Artemidi. Heraklo je potom Euristeju rekao da nije bio dovoljno brz i tako je uspio završiti ovaj zadatak.

#### 4.Erimantski vepar
Erimantski vepar predstavljao je problem seljacima u Erimantu zbog uništavanja usjeva i goveda. Heraklo također nije smio ubiti svoj plijen. Kentaur Hiron rekao mu je da ga zavede u dubok snijeg. Heraklo je uplašio vepra, zbunio ga i natjerao u snijeg gdje ga je zavezao i odnio do Euristeja. Kralj se uplašio i rekao mu da se riješi te zvijeri, a Heraklo ga je poslušao.

#### 5.Augijine staje
Euristej se dosjetio ovome zadatku jer su prijašnji zadaci samo uzdizali Herakla u očima ljudi, a ovako bi se i ponizio. Augija je bio Helijev sin pa je njegovo stado bilo blagoslovljeno: imao je 300 crnih bikova, 200 plodnih bikova i 12 srebrnobijelih bikova koji su branili cijelo stado. Njegove staje nisu bile očišćene jako dugo, a Heraklo je sve morao isprazniti i očistiti u jednome danu. Prvo je razbio dva zida, a onda preusmjerio rijeke Alfej i Penej prema stajama. U roku od nekoliko sati, posao je bio gotov. Augija nije htio dati dogovorenu desetinu stoke pa ga je Heraklo ubio, a njegovo je kraljevstvo dao njegovu sinu Fileju.
Grčki pjesnik Pindar tvrdi da je ondje Heraklo utemeljio Olimpijske igre.

#### 6.Stimfalske ptice
Šesti Heraklov zadatak bilo je istrebljivanje ptica koje su se razmnožile na obalama stimfalskog jezera. Bile su posvećene Aresu i hranile su se ljudima, a imale su brončane kljunove, pandže i oštra, metalna pera kojim su mogle napadati žrtve. Budući da je sve bilo mračno, Atena i Hefest pomogli su Heraklu davši mu čegrtaljku kojom je uplašio ptice i nagnao ih na let. Potom ih je, dok su pokušavale bježati, gađao strijelama i poubijao. U drugoj inačici priče gađao ih je katapultom. Ptice koje su preživjele nikad se više nisu vratile u Grčku.

#### 7.Kretski bik
Na Kreti je bio bik kojeg Minos nije htio žrtvovati Posejdonu. Bio je to ili bik koji je odveo Europu ili onaj s kim je Pasifaja začela Minotaura. Iako je Minos ponudio Heraklu pomoć, on ju je ljubazno odbio i odlučio obaviti posao goloruk. Taj je bik bljuvao vatru, pa je borba potrajala. Na koncu ga je nadjačao i zarobio bika te ga odnio u Mikenu. Nakon što ga je Euristej vidio, htio ga je posvetiti Heri, ali ona je to odbila jer je bik odražavao Heraklovu snagu.

#### 8.Diomedovi konji
U pokrajini Trakiji ludi kralj Diomed imao je četiri konja: Podarga, Lampona, Ksanta i Dena koje je hranio ljudskim mesom. Heraklo je morao otići tamo i ukrasti te konje. On je to učinio s velikom lakoćom, a onda ih je nahranio Diomedom zbog njegove zloće i okrutnosti. Druga inačica priče govori da je došao sa svojim ljubavnikom Abderom koji je čuvao konje dok se Heraklo borio s Diomedom. No, Abdera su konji pojeli, a za osvetu je Heraklo dao Diomeda njegovim konjima.
Nakon što su se najeli, konji su postali mirniji te ih je odnio u Mikenu da kralj Euristej odluči o njihovoj sudbini. Euristej je naredio da se odvedu na Olimp i budu žrtvovani Zeusu, ali to je Zeus odbio i poslao vukove, lavove i medvjede da ih ubiju. Druga inačica priče govori da ih je Heraklo pustio da slobodno lutaju Argom jer su postali trajno mirni.

#### 9.Hipolitin pojas
Heraklo je morao Euristejevoj kćeri pribaviti pojas Hipolite – kraljice ženskog ratničkog naroda Amazonki kojoj je pojas dao njezin otac Ares. One su onesposobljavale mušku djecu i muškarce kako bi morali raditi kućne poslove. Koristile su se brončanim oružjem i prve su osnovale konjaničke redove. Hera je nahuškala Amazonke protiv Herakla, pa je on bio prisiljen pobiti ih i uzeti kraljevski pojas. Heraklo je silovao Hipolitu i potom je dao Tezeju za ženu. U drugoj inačici priče, Hipolita se zaljubila u Herakla i svojevoljno mu je dala pojas.

#### 10.Gerionovo stado
Heraklov deseti zadatak bilo je hvatanje čuvena Gerionova stada iz Eritije, ali ne da ga otkupi ili zatraži nečiju pomoć. Gerion, sin Hrisoara i Kaliroje, kćeri Titana Okeana, bio je troglavi div, uvijek naoružan do zuba. 
Na putu do Eritije, Heraklo je prešao libijsku pustinju i bio ljut zbog vrućine te je ispalio strelicu na Helija, boga Sunca. Helije ga je molio da prestane, a Heraklo je zahtijevao veliki zlatni pehar koji je potom rabio da bi plovio morem. Tako je stigao do Eritije gdje se suočio s dvoglavim psom Ortom kojeg je ubio svojom toljagom. Eurition koji je čuvao stado došao je pomoći Ortu, ali Heraklo ga je ubio. Čuvši komešanje, Gerion je došao naoružan s tri štita, tri koplja i tri kacige. Na posljetku ga je Heraklo ubio strijelom koju je umočio u otrovnu krv lernejske Hidre.
Heraklo je potom morao odvesti stoku Euristeju. Da bi mu otežala, Hera je poslala obada na stoku koji bi uznemiravao i iritirao stoku. Također je poslala poplavu koja je uzdigla rijeku, a Heraklo nije mogao proći sa stokom. Heraklo je podigao dva velika kamena smanjivši razinu vode i spriječivši dolazak morskih čudovišta i nemani. Ti se stupovi kod Gibraltara i danas nazivaju Heraklovi stupovi. Potom je odveo stoku Euristeju, a ona je posvećena Heri.

#### 11.Hesperidine jabuke
Nakon što je 10 zadataka završio za 8 godina i mjesec dana, Heraklo je došao do Euristeja tražeći nagradu. No, kao što je Hera prije naumila, moralo je biti 10 zadataka, pa Euristej nije priznao drugi i peti zadatak te je Heraklo morao izvršiti još dva. Sljedeći zadatak bio je zahtjevan. Morao je donijeti Hesperidine zlatne jabuke, ali to nije učinio sam.
Nerej iz rijeke Po savjetovao je Heraklu da zamoli Atlanta – diva koji drži nebeski svod – da ubere te jabuke. Ovaj bi učinio sve da se malo odmori od svog teškog posla, ali bojao se Ladona – bića sa stotinu glava koje je čuvalo jabuke. Heraklo ga ustrijeli iz velike udaljenosti pa div pribavi plodove (vjerojatno je bio u srodstvu s Hesperidom, možda njezin otac). No, on se nije htio vratiti starom poslu pa ga je Heraklo morao nadmudriti: zamoli ga da pridrži svod dok stavi podmetač za glavu. Ovaj je nasjeo pa se Heraklo s jabukama zaputio prema Euristeju. Na putu je osnovao Tebu – grad sa stotinu vrata. Euristej se bojao jabuka pa ih je Heraklo dao Ateni koja ih je poslije vratila.

#### 12.Kerber
Posljednji i najteži zadatak bio je Kerber. Heraklo je morao otići do vrata Hada i tamo se obračunati s tim troglavim psom koji je imao rep zmije, a slina koja je padala na pod stvarala je otrovnu biljku jedić. Dok je bio u podzemlju, Heraklo je oslobodio Tezeja koji je ondje bio zatvoren jer je pokušao oteti Hadovu Perzefonu.
Heraklo je otišao do Hada i Perzefone i upitao smije li uzeti Kerbera. Bogovi su se složili pod uvjetom da ga ne ozlijedi. Neki kažu da je Perzefona pristala jer je Heraklo bio njezin brat. Heraklo je potom uhvatio Kerbera oko vrata i izvukao na svjetlo dana. Čim je izišao iz sjene, Kerber je počeo bijesno lajati i stenjati. Euristej se uplašio čim je vidio Kerbera pa ga je Heraklo brzo vratio u Had.

### Nakon zadataka
Nakon što je završio zadatke, Heraklo se pridružio Argonautima u potrazi za zlatnim runom. Spasili su junakinje, osvojili Troju i pomogli bogovima u ratu protiv Giganata. Također se zaljubio u princezu Jolu od Ehalije. Kralj i njegovi sinovi s prijezirom su gledali na Heraklove pothvate, svi osim Jolina brata Ifita koji je postao Heraklov najbolji prijatelj. Eurit je ponudio ruku svoje kćeri onome tko ga pobijedi u streljačkome natjecanju. Kad je to učinio, Eurit nije održao obećanje te je Heraklo ubio njega i njegove sinove, osim Ifrita, a Jolu je oteo. No, Hera je još jednom Herakla natjerala do ludila te je bacio Ifita s gradskih zidina.
Heraklo se morao iskupiti i očistiti služenjem lidijskoj kraljici Omfali. Morao je raditi ženske poslove i nositi žensku odjeću, a ona je nosila njegovu lavlju kožu i toljagu. Nakon nekog vremena oslobodila ga je te su se vjenčali.

### Heraklove ljubavi
Heraklo je imao i muške i ženske ljubavnike. Njegovo se potomstvo naziva Heraklidama.

#### Žene
Heraklo se ženio četiri puta. Prvi put s Megarom koju je zajedno s djecom ubio u napadu ludila koje je uzrokovala Hera. Megarinu je ruku dao Jolaju jer mu je bilo prebolno gledati je. Sljedeća mu je žena bila Omfala, lidijska kraljica, kojoj je isprva bio rob.
Treća žena bila je Dejanira za koju se borio s riječnim bogom Ahelojem. Nakon vjenčanja, putovali su i trebali su proći jednu rijeku, a jedan je Kentaur imenom Nes ponudio pomoć, ali pokušao je silovati Dejaniru. Heraklo ga je usmrtio strijelom natopljenom Hidrinom krvlju. Umirući, Kentaur je Dejaniri rekao da, ako želi Herakla spriječiti od veza s drugim ženama, skupi njegovu krv i sjeme te da ih premaže po njegovoj odjeći. Znao je da je njegova krv došla u doticaj s Hidrinom te da će ubiti Herakla.
Poslije je Dejanira bila ljubomorna na Jolu te je uronila košulju u tu mješavinu. Heraklov je sluga donio Heraklu tu košulju, a tkanina je na Heraklu počela gristi njegovo meso. Potom je zamolio da ga postave na lomaču da mu prekinu patnje. Filoktet je zapalio lomaču, a Heraklo mu je dao svoj luk i strijele. Nakon njegove smrti, bogovi su ga učinili besmrtnim. Druga inačica priče govori da je lomača spalila ljudsko u njemu, a da je ostalo samo božansko. Potom je uznesen na Olimp gdje je za ženu uzeo Hebu.

#### Muškarci
Heraklov nećak bio je Jolaj koji mu je i pomogao s jednim od zadataka. Bio mu je nećak, pomagač i ljubavnik. Po uzoru na njih, mladi su se parovi zaklinjali u Jolajevo ime. Poslije je Jolaju Heraklo dao svoju ženu Megaru koju više nije mogao podnijeti jer mu je bilo prebolno, a to je bio i simbol Jolajeva ulaska u zrelu dob.
Plutarh u svome djelu Eroticos govori da ih je bilo toliko mnogo da se ne bi mogli nabrojiti. Evo nekih Heraklovih ljubavnika:
- Abder (Ἄβδηρος)
- Admet (Ἄδμητος)
- Filoktet (Φιλοκτήτης)
- Hilas (Ύλας)
- Ifit (Ίφιτος)
- Jolaj (Ίόλαος)
- Nestor (Νέστωρ)

## Vanjske poveznice
- Heraklo u grčkoj mitologiji (engl.)
- Heraklov život  Arhivirana inačica izvorne stranice od 18. listopada 2018. (Wayback Machine) (engl.)